# Hüffelsheim
Hüffelsheim település Németországban, Rajna-vidék-Pfalz tartományban. Lakosainak száma 1294 fő (2023. december 31.).

## Népesség
A település népességének változása:
| Lakosok száma | 1115 | 1328 | 1312 | 1281 | 1305 | 1294 |
|               | 1975 | 2017 | 2019 | 2021 | 2022 | 2023 |